# Andreas Kruchen
Andreas Kruchen (geboren am 27. März 1731 in Giesenkirchen; gestorben 1796) war ein deutscher Zisterzienser-Abt des Klosters Heisterbach.

## Leben
Als Sohn eines Küsters legte Andreas Kruchen am 26. Mai 1754 die Profess ab, seine Primiz feierte er zwei Jahre später am 10. Oktober 1756. Im Anschluss war er sowohl Pfarrer als auch Prior bei den Zisterzienserinnen im Kloster Graurheindorf.
1768 wurde Kruchen zum Abt des Klosters Heisterbach gewählt. Die Benediktion nahm Weihbischof Franz Kaspar von Franken-Siersdorf aus Köln am 10. April 1768 vor. Um die größte Not während der Hungerjahre 1770/1771 lindern zu helfen, ließ Abt Kruchen Brot an die Menschen verteilen. Während des Ersten Koalitionskriegs musste das Kloster Heisterbach 1793 alle seine Besitzungen links des Rheins aufgeben. Abt Andreas Kruchen starb im Jahr 1796, das genaue Datum seines Todes ist nicht überliefert.

## Ehrungen
In Giesenkirchen ist die Kruchen-Straße nach Andreas Kruchen genannt.